# Park Mirowski w Warszawie
Park Mirowski, nazywany także parkiem Śródmiejskim – miejski park w warszawskiej dzielnicy Śródmieście. 

## Opis
Park został urządzony w latach 60. XX wieku na powierzchni ok. 4 ha między ulicami Marszałkowską i Juliana Marchlewskiego (obecnie al. Jana Pawła II). Nazwa parku nawiązuje do Koszar Mirowskich.
W lipcu 1968 roku na terenie parku (od strony ul. Juliana Marchlewskiego) odsłonięto pomnik Juliana Marchlewskiego. W 1990 roku monument został rozebrany.
Przez park przebiega aleja Piotra Drzewieckiego. Na terenie parku znajdują się pomniki: Feliksa Stamma, Piotra Drzewieckiego oraz warszawskiej Syrenki, a także plac zabaw dla dzieci.